# Distretto di Laobian
Il distretto di Laobian (老边区S, Lǎobiān QūP) è un distretto della Cina, situato nella provincia di Liaoning e amministrato dalla prefettura di Yingkou.